# Zhao Jingshen
 (juin 2013).
Si vous disposez d'ouvrages ou d'articles de référence ou si vous connaissez des sites web de qualité traitant du thème abordé ici, merci de compléter l'article en donnant les références utiles à sa vérifiabilité et en les liant à la section « Notes et références ».
Pour les articles homonymes, voir Zhao (homonymie).
Zhao Jingshen (chinois : 趙景深, pinyin : Zhào Jǐngshēn), né le 25 avril 1902 à Lishui dans le Zhejiang et mort le 7 janvier 1985, est un écrivain et traducteur chinois. Il est membre du séminaire de littérature (文學研究會). Outre les traductions, il a contribué à l'opéra chinois (戲曲) et a rencontré un grand succès.

## Œuvre

### Traductions
- 1930 : Le Champagne, d'Anton Tchekov. Librairie Kai Ming, Shanghai.